# Casa Tarrida
La Casa Tarrida és una obra eclèctica de Montmeló (Vallès Oriental) protegida com a Bé Cultural d'Interès Local.

## Descripció
Casa de planta baixa envoltada de jardí. La coberta és a quatre vessants acabada amb un ràfec sostingut per mènsules de fusta. Les façanes que estan arrebossades reposen damunt d'un sòcol que sobresurt lleugerament del pla de les façanes. Les cantonades imiten grans pedres cantoneres com a les cases antigues. Totes les obertures són d'arc de mig punt. Per accedir a la porta principal hi ha una petita escala flanquejada per dos murs. La porta està flanquejada per dues finestres. Aquestes tres obertures tenen al damunt un forat per a la ventilació de la coberta.
Aquests forats estan envoltats per una motllura de motius vegetals. A la façana posterior hi ha una porta emmarcada per dues finestres.
El garatge és de planta rectangular i està alineat al carrer. La coberta és a dues vessants amb el carener perpendicular a la façana. La teulada és d'uralita. Corona la façana principal un frontó fet amb motllures senzilles. El portal d'accés és de llinda plana sostinguda per permòdols. La porta és de fusta.
La tanca del jardí és de paredat i acaba amb secció triangular recoberta de rajoles vidriades marrons coronades amb un motllura de ceràmica semicircular de color blau marí. Al damunt hi ha una barana de ferro forjat. Els pilars del portal d'entrada estan arrebossats imitant totxo i presenten una secció rectangular al mig recoberta de còdols de petites dimensions. La porta és de ferro forjat.